# Célestine Hennermann
Célestine Hennermann ist eine deutsche Theaterregisseurin, Choreografin und Tanz-Dramaturgin.

## Werdegang
Célestine Hennermann studierte Theater-, Film- und Medienwissenschaften bei Hans-Thies Lehmann an der Johann Wolfgang Goethe-Universität Frankfurt am Main, außerdem an der Université Paris 8 und an der University of Washington.
Nach dem Studium war Hennermann als Assistentin von William Forsythe und später als Dramaturgin beim Ballett Frankfurt tätig. Danach kuratierte sie das Programm des Theater am Turm im Bockenheimer Depot und wirkte bei Motion Bank, einem Forschungsprojekt der Forsythe Company, mit. In den folgenden Jahren arbeitete sie als freie Dramaturgin und Regisseurin eigener Theaterprojekte.
2004 gründete Hennermann zusammen mit dem Tänzer Christopher Roman und dem Videokünstler und Bühnenbildner Philip Bußmann eine eigene Theatergruppe. Seitdem realisiert sie in Co-Regie mit Bußmann unter dem Namen 2+ Theaterprojekte und Installationen.
Kulturpolitisch engagiert sich Hennermann als Vorstand des Vereins Paradiesvogel. Auch unterstützt sie die Tanzszene mit der Bereitstellung des Probenraums Die Druckerei – Raum für Tanz Frankfurt.
Hennermann unterrichtet im Studiengang Master of Contemporary Dance Education an der Hochschule für Musik und Darstellende Kunst in Frankfurt, im Studiengang Dramaturgie an der Hochschule für Musik und Theater „Felix Mendelssohn Bartholdy“ Leipzig und am Institut für Theaterwissenschaft an der Goethe-Universität Frankfurt.

## Auszeichnungen und Nominierungen
- 2008: Einladung zur Tanzplattform Deutschland mit 2nd ID[6]
- 2015: Auszeichnung mit dem Kinder- und Jugendtheaterpreis Karfunkel der Stadt Frankfurt für miniMAX[7]
- 2017: Auszeichnung mit dem Ursula-Cain-Förderpreis – Teil des sächsischen Tanzpreises 2017 für Das Eigene/Heimat von the guts company[8]
- 2022: Auszeichnung mit Karfunkel 2022, dem Kinder- und Jugendtheater Hauptpreis der Stadt Frankfurt/M für „No Fear – Hennermanns Horde stellt sich der (Corona-)Angst!“[9]

## Werke (Auswahl)

### Regie
- 2009: Ich sehe was, was du nicht siehst, Tanzhaus NRW Düsseldorf & Mousonturm Frankfurt[10]
- 2011: Elephant Walk, tanzhaus nrw & Mousonturm Frankfurt[11]
- 2011: studio album, von 2+ (Célestine Hennermann und Philip Bußmann), Mousonturm Frankfurt[12]
- 2013: miniMAX, Tanzhaus NRW Düsseldorf & Theaterhaus Frankfurt[13]
- 2014: Creating My Own Tomorrow, von (2+ von Célestine Hennermann und Philip Bußmann), Mousonturm Frankfurt[14]
- 2016: Rock wie Hose, Theaterhaus Frankfurt[15]
- 2017: Aller Anfang, Societätstheater Dresden[16]
- 2019: KunstReGen, von Fassbender.Wiedenhofer.Hennermann, Titania Frankfurt[17]
- 2020: WONDERLAND, Volksbühne im Großen Hirschgraben[18]
- 2020–2021: Tanz mit! Tanz-Video-Vermittlung-Projekte, digital[19][20]
- 2021: Angsthasen, Theaterhaus Frankfurt
- 2021: Gänsehaut & Espenlaub, Volksbühne im Großen Hirschgraben[21]
- 2022: GLANZ*, Volksbühne im Großen Hirschgraben
- 2023: Väter, Herbstbespielung im Zoo-Gesellschaftshaus[22][23]
- 2024: BROTBOX, Theaterhaus Frankfurt[24]
- 2025: Wurzel-Baum, Hessisches Staatstheater Wiesbaden, Koproduktion JUST Wiesbaden und Hessisches Staatsballett[25]

### Dramaturgie
- 2007: 2nd ID, HipHop-Performance von E-Motion, Tanzhaus NRW Düsseldorf & Mousonturm Frankfurt[6]
- 2008: feierabend! – das gegengift, von Helena Waldmann & friends, Kampnagel Hamburg, Sophiensäle Berlin, Mousonturm Frankfurt, FFT Düsseldorf, Festival International de Salamanca[26]
- 2013: Shairlie – This is not a Chaplin, von Kadir “Amigo” Memis, HAU Berlin, tanzhaus nrw & Theaterhaus Stuttgart[27]
- 2015: ortsflüchtig, von the guts company, Festspielhaus Hellerau Dresden[28]
- 2025: GotoGuta, von Frikar Dance Company / Halgrim Hansegård, Førde International Festival, Oslo Norway[29]
- 2015: Rônin – Made in Germany, von E-Motion/Takao Baba, tanzhaus nrw.[30]
- 2016: Das Eigene/HEIMAT von the guts company. Doppelpass-Projekt durch die Kulturstiftung des Bundes, Societätstheater Dresden.[31]
- 2020: SKAUT, von Frikar Dance Company / Halgrim Hansegård. Baerum Kulturhus, Oslo, Norwegen.[32]
- 2021: One of us, von Jonas Frey, Eintanzhaus Mannheim[33]
- 2022: deciphered, von Jonas Frey, Eintanzhaus Mannheim
- 2022: LOST, von Takao Baba, Kooperation mit dem Babylon Orchestra  und dem Forum urbane Tanzkunst, Asphalt Festival Düsseldorf[34]
- 2023: connect!, von Jonas Frey, Eintanzhaus Mannheim[35]
- 2023: die gelbe Seite, von Takao Baba & Bounracksa Phomkhoumphon, tanzhaus nrw Düsseldorf[36]
- 2024: Groove, von Jonas Frey, Eintanzhaus Mannheim[37]